# 香港2025年度授勳及嘉獎名單
香港2025年度授勳名單於2025年7月1日刊登於《香港特別行政區政府憲報》。是年共427人獲得時任行政長官李家超頒授勳銜及作出嘉獎，勳銜頒授典禮年内於禮賓府舉行。

## 授勳及嘉獎名單

### 大紫荊勳章
- 馮紹波博士，大紫荊勳賢，GBS
- 楊振鑫博士，大紫荊勳賢，GBS，JP
- 梁智仁教授，大紫荊勳賢，GBS，JP

### 金紫荊星章
- 林定國司長，GBS，JP
- 林正財議員，GBS，JP
- 吳秋北議員，GBS，JP
- 蕭澤頤先生，GBS，PDSM
- 潘敏琦法官，GBS
- 彭寶琴法官，GBS
- 梁卓文先生，GBS，JP
- 李美嫦女士，GBS，JP
- 劉利群女士，GBS，JP
- 謝小華女士，GBS，JP
- 傅小慧女士，GBS，JP
- 麥德偉先生，GBS，JP
- 陳小玲女士，GBS，MH，JP
- 陳耀星先生，GBS，JP
- 施榮懷先生，GBS，JP
- 蔡加讚先生，GBS，JP
- 林高演博士，GBS
- 劉賜蕙女士，GBS，PDSM，PMSM
- 區志光先生，GBS，PDSM，PMSM
- 簡啟恩先生，GBS，PDSM，PMSM

### 銀紫荊星章
- 何珮珊女士，SBS，CDSM
- 吳永嘉議員，SBS，JP
- 謝偉銓議員，SBS，JP
- 管浩鳴議員，SBS，JP
- 張錦慧女士，SBS，JP
- 陳嘉信先生，SBS，JP
- 譚大鵬先生，SBS，JP
- 劉明光先生，SBS，JP
- 鄭偉源先生，SBS，JP
- 莊因東先生，SBS，JP
- 張趙凱渝女士，SBS，JP
- 王庭聰先生，SBS，JP
- 查逸超教授，SBS，JP
- 高佩璇女士，SBS，JP
- 陳亨利先生，SBS，JP
- 陳南坡先生，SBS，JP
- 楊傳亮先生，SBS，JP
- 葉順興女士，SBS，MH，JP
- 鄧佑財先生，SBS，JP
- 鄭卓標先生，SBS，JP
- 余寶美女士，SBS，JP
- 張秀蘭女士，SBS，JP
- 鍾文傑先生，SBS，JP
- 周潔冰博士，SBS，MH
- 陳聰聰女士，SBS
- 黃良柏先生，SBS
- 江學禮先生，SBS，PMSM
- 江旻憓女士，SBS，MH
- 鍾麗玲女士，SBS

### 紀律部隊及廉政公署卓越獎章
香港警察卓越獎章
- 李雅麗女士，PDSM
- 陳東先生，PDSM

香港消防事務卓越獎章
- 陳偉然先生，FSDSM
- 黃嘉榮先生，FSDSM

香港入境事務卓越獎章
- 徐定一先生，IDSM
- 蔡志遠先生，IDSM

香港海關卓越獎章
- 許劍先生，CDSM
- 賴子榮先生，CDSM

香港懲教事務卓越獎章
- 沈偉斌先生，CSDSM

政府飛行服務隊卓越獎章
- 廖嘉俊先生，GDSM

香港廉政公署卓越獎章
- 莊家樂先生，IDS
- 蔡樹強先生，IDS

### 銅紫荊星章
- 鄭泳舜議員，BBS，MH，JP
- 李鎮強議員，BBS，JP
- 陳紹雄議員，BBS，JP
- 霍啟剛議員，BBS，JP
- 林楚昭先生，BBS，MH，JP
- 黃春平先生，BBS，MH，JP
- 蔡黃玲玲女士，BBS，MH，JP
- 陳信禧先生，BBS，JP
- 王鳴峰博士，BBS，SC，JP
- 宋嘉桓先生，BBS，JP
- 李律仁先生，BBS，SC，JP
- 周超常先生，BBS，JP
- 林秀生工程師，BBS，JP
- 區皚寧女士，BBS，JP
- 梁美儀教授，BBS，JP
- 莊家彬先生，BBS，JP
- 郭永亮先生，BBS，JP
- 黃燕儀女士，BBS，JP
- 楊德斌工程師，BBS，JP
- 楊耀輝先生，BBS，JP
- 董吳玲玲女士，BBS，JP
- 趙佩燕醫生，BBS，JP
- 顏建國先生，BBS，JP
- 潘志成先生，BBS，MH
- 李桂華先生，BBS，PMSM
- 蘇仲平先生，BBS，MH
- 釋寬運法師，BBS，MH
- 何宛淇女士，BBS
- 謝德樺先生，BBS
- 王忠巡先生，BBS
- 麥之駒先生，BBS
- 趙詠蘭女士，BBS
- 吳靜怡女士，BBS
- 容立仁先生，BBS
- 屠海鳴先生，BBS
- 張利平先生，BBS
- 張家亮工程師，BBS
- 符文靜女士，BBS
- 曾永樂先生，BBS
- 曾燈發先生，BBS
- 黃克強先生，BBS
- 黃敏華女士，BBS
- 翟美卿女士，BBS
- 鄧明慧女士，BBS
- 龍子健先生，BBS
- 龐董晶怡女士，BBS

### 銅英勇勳章
- 文雪良先生，MBB
- 何沅桐女士，MBB
- 周沚諭先生，MBB

### 紀律部隊及廉政公署榮譽獎章
香港警察榮譽獎章
- 王智榮先生，PMSM
- 張惠華先生，PMSM
- 梁子健先生，PMSM
- 勞瑞蓮女士，PMSM
- 方玉良先生，PMSM
- 王文豹先生，PMSM
- 吳不凡先生，PMSM
- 李志剛先生，PMSM
- 林少奇先生，PMSM
- 張天頤女士，PMSM
- 莫劍雄先生，PMSM
- 陳思達先生，PMSM
- 麥嘉寶女士，PMSM
- 温偉民先生，PMSM
- 黃自強先生，PMSM
- 楊奇偉先生，PMSM
- 錢曾璐女士，PMSM
- 鍾祥添先生，PMSM
- 鄺百樂先生，PMSM
- 顏鐵誠先生，PMSM（Mr Mark Ronald ANSTISS）
- 羅麗嫦女士，PMSM
- 蘇偉明先生，PMSM

香港消防事務榮譽獎章
- 黃思律先生，FSMSM
- 趙汝珏先生，FSMSM
- 王錦輝先生，FSMSM
- 何瑞偉先生，FSMSM
- 呂保城先生，FSMSM
- 胡爕熊先生，FSMSM
- 陳富山先生，FSMSM
- 楊世霖先生，FSMSM

香港入境事務榮譽獎章
- 岑欣強先生，IMSM
- 許志堅先生，IMSM
- 劉秀麗女士，IMSM
- 鄭瑞芬女士，IMSM
- 譚遠豪先生，IMSM

香港海關榮譽獎章
- 朱沛傑先生，CMSM
- 彭智聖先生，CMSM
- 黃廣榮先生，CMSM
- 葉慧嬋女士，CMSM

香港懲教事務榮譽獎章
- 林振聲先生，CSMSM
- 徐小玲女士，CSMSM
- 陳志東先生，CSMSM
- 趙柏基先生，CSMSM

政府飛行服務隊榮譽獎章
- 黃耀康機長，MBB，GMSM

香港廉政公署榮譽獎章
- 劉耀華先生，IMS
- 羅香蘭女士，IMS

### 榮譽勳章
- 梁毓偉議員，MH，JP
- 陳博智先生，MH，JP
- 黃頌良博士，MH，JP
- 李健民醫生，MH，JP
- 林凱章先生，MH，JP
- 禤惠儀女士，MH，JP
- 王聰穎女士，MH
- 吳彩華先生，MH
- 李清霞女士，MH
- 馬淑燕女士，MH
- 曾勁聰先生，MH
- 羅成煥先生，MH
- 李貞儀女士，MH
- 李淑媛女士，MH
- 林添福先生，MH
- 姚逸華女士，MH
- 張文嘉博士，MH
- 梅政雄先生，MH
- 關浩洋先生，MH
- 方奕展先生，MH
- 毛漢先生，MH（Mr Mohan CHUGANI）
- 何百昌醫生，MH
- 李瑩女士，MH
- 林振風先生，MH
- 梁淑盈女士，MH
- 陳偉泉先生，MH
- 陳睿琳女士，MH
- 陳龔偉瑩女士，MH
- 曾志文女士，MH
- 馮健忠先生，MH
- 楊毅女士，MH
- 潘巍教授，MH
- 蕭建輝先生，MH
- Mrs Neena PUSHKARNA，MH
- 丁天佑先生，MH
- 毛燕珊女士，MH
- 王再興先生，MH
- 何志超先生，MH
- 何歷奇先生，MH（Mr Michael Anatol OLESNICKY）
- 吳卓恩女士，MH
- 吳國雄先生，MH
- 岑浩璋教授，MH
- 李文金先生，MH
- 李民佳先生，MH
- 李民強先生，MH
- 李永富先生，MH
- 李伊瑩女士，MH
- 李沛良先生，MH
- 李映棐女士，MH
- 李婉心女士，MH
- 李愛蓮女士，MH
- 周思傑先生，MH
- 周駿達先生，MH
- 招應璋先生，MH
- 姚銓浩先生，MH
- 宣武兵先生，MH
- 柯欣彤女士，MH
- 紀穡輝先生，MH
- 胡立基先生，MH
- 凈因法師，MH
- 徐成東先生，MH
- 郝炎工程師，MH
- 馬清正先生，MH
- 馬駿博士，MH
- 張沅女士，MH
- 張芯瑜女士，MH
- 張頌仁先生，MH
- 張馨玲女士，MH
- 梁振華先生，MH
- 梁毓雄先生，MH
- 梁鳳瑜女士，MH
- 莫文韜先生，MH
- 許明明女士，MH
- 連洲杰先生，MH
- 郭詩芸女士，MH
- 陳仁傑先生，MH
- 陳立德先生，MH
- 陳俊樂女士，MH
- 陳迪源先生，MH
- 陳偉強先生，MH
- 陳麗麗女士，MH
- 陸禮華先生，MH
- 麥萃才博士，MH
- 勞建青先生，MH
- 黃文欽先生，MH
- 黃汝榮先生，MH
- 黃恩明先生，MH
- 黃栢欣女士，MH
- 黃國添先生，MH
- 黃進輝先生，MH
- 楊莉珊女士，MH
- 劉飛龍醫生，MH
- 劉倩婷博士，MH
- 劉勝欣女士，MH
- 劉煒麒先生，MH
- 劉燕玲女士，MH
- 蔡呈祥先生，MH
- 蔡朝旭先生，MH
- 鄭偉康先生，MH
- 盧婉怡博士，MH
- 盧暖卿女士，MH
- 蕭木龍先生，MH
- 蕭德威先生，MH
- 霍偉華先生，MH
- 鄺永銓先生，MH
- 羅鳳儀教授，MH
- 嚴偉貞女士，MH
- 蘇國輝先生，MH
- 蘇耀榮工程師，MH
- Mr Tom RUSHTON，MH
- Dr Octavian Petru ZIDARU，MH

### 行政長官社區服務獎狀
- 朱偉林先生
- 林小文女士
- 梁力先生
- 陳凱榮先生
- 劉展鵬先生
- 鄭宇曦先生
- 賴家智先生
- 尹耀偉先生
- 王佩兒女士
- 王莉女士
- 王智量先生
- 朱佩雯女士
- 江俊賢先生
- 何沛勝先生
- 余國賢先生（Mr YU Kwok-yin, Alan）
- 余國賢先生（Mr YUE Kwok-yin, Edmond）
- 余綺華女士
- 吳少英女士
- 吳來盛先生
- 吳翠霞女士
- 李佩儀女士
- 李曉華女士
- 李臻先生
- 李靜雯女士
- 李駿德先生
- 沈林芬女士
- 周芷苓女士
- 林天行先生
- 林紹奮先生
- 林進業先生
- 林嘉豪醫生
- 金偉明先生
- 姚鳳女士
- 施立偉先生
- 張玉龍先生
- 梁秀慧女士
- 梁家駒醫生
- 梁燕芳女士
- 莊樹煌先生
- 許遜祺先生
- 陳建鴻博士
- 陳素娟女士
- 陳瑞良先生
- 陳羅超先生
- 曾蘭花女士
- 馮錦濠先生
- 黃多年先生
- 黃卓賢先生
- 黃素齊女士
- 黃寶漳先生
- 楊文聰先生
- 楊孟璋工程師
- 雷有得先生
- 廖永通先生
- 廖鳳香女士
- 劉永桂先生
- 劉潮賢先生
- 樊慧芳女士
- 歐陽嘉偉先生
- 鄧惠玲女士
- 黎婉姍女士
- 盧騰光先生
- 謝偉燦先生
- 鍾燿徽先生
- 簡偉鴻先生
- 鄺梓澄女士
- 顏志永先生
- 羅志光先生
- 譚子成先生
- 譚國權先生
- 譚錫俊先生
- 龔明明女士

下列嘉獎人士為參與緬甸救援行動的香港特別行政區救援隊人員，貢獻良多，特頒獎狀，以示嘉勉：  
- 蕭粵中醫生，JP
- 陳旭榮先生
- 彭家明先生
- 曾永康醫生

### 行政長官公共服務獎狀
- 廖政達先生，PMSM
- 蔡宇飛先生
- 方偉雯工程師
- 王志文先生
- 王培安先生
- 朱永健先生
- 朱遠明先生
- 李育浚先生
- 李啟倫先生
- 沈俊彥先生
- 林玉嫦女士
- 姚勳雄先生
- 柯永燊先生
- 凌佩枝女士
- 殷晃偉先生
- 袁栢基先生
- 張乃弘工程師
- 張祺志先生
- 莊汶鋒先生
- 許惠芳女士
- 許稼農先生
- 陳守仁先生
- 陳志勇先生
- 陳國政先生
- 彭少蓉女士
- 黃美玲女士
- 黃國基先生
- 劉美英女士
- 劉譯琳女士
- 鄭家瑜先生
- 盧丹丹工程師
- 盧家偉先生

下列嘉獎人士為參與緬甸救援行動的香港特別行政區救援隊人員，貢獻良多，特頒獎狀，以示嘉勉：  
- 趙汝珏先生
- 文家平先生
- 江嘉豪先生
- 胡峻豪先生
- 張祖洛先生
- 梁志宏先生
- 郭志鈞先生
- 陳柱匡先生
- 劉偉康先生
- 蔣天朗先生
- 譚遨民先生
- 王鋭靖先生
- 江梓瑩女士
- 何雄耀先生
- 余逸豪先生
- 吳子瑋先生
- 吳小明先生
- 吳偉諾先生
- 李思元先生
- 李致灝先生
- 李偉成先生
- 李銳基先生
- 周子晉先生
- 林旭揚先生
- 林家禮先生
- 林福亮先生
- 林錦星先生
- 邱賜霆先生
- 容偉明先生
- 高展能先生
- 康嘉洛先生
- 張家浩先生
- 張振毅先生
- 許涵芳女士
- 陳向前先生
- 陳焯文先生
- 馮啟康先生
- 馮銘希先生
- 黃嘉璋先生
- 葉家傑先生
- 葉國安先生
- 劉伯潮先生
- 劉榮君先生
- 潘江澤先生
- 鄭子傑先生
- 鄭家成先生
- 蕭景輝先生
- 霍振明先生
- 羅康然先生